# Two Rocks
Two Rocks ist ein Küstenvorort von Perth in Westaustralien, 61 Kilometer nördlich der Innenstadt der Metropole gelegen. Er ist Teil des lokalen Regierungsbereichs von Wanneroo City.
Two Rocks gilt als nördlichster Bereich der Metropolregion Perth. Im Süden schließt sich der Vorort Yanchep an.
In Two Rocks befindet sich eine Marina sowie das Entwicklungszentrum Yanchep Sun City. In diesem Zusammenhang wurde 1981 auch der Vergnügungspark Atlantis Marine Park eröffnet, der 1990 aber schließen musste.
Obwohl die Vorstadt eine große Fläche hat, lebt die Mehrheit der Bevölkerung auf einem Gebiet von 2,3 Quadratkilometern in der Nähe der Küste auf beiden Seiten der Marina. Weite Areale rund um Two Rocks sind Sperrgebiet, da dort Blindgänger von früheren militärischen Aktivitäten liegen.

## Geschichte
Die Vorstadt von Two Rocks hat ihren Namen von zwei prominenten Felsen im Meer bei Wreck Point. Er wurde 1975 als Name genehmigt.
Im Jahr 1991 zerstörte ein großer Waldbrand viele Gebäude.